# سيراس دي. بريسكوت
سيراس دي. بريسكوت هو محامي وسياسي أمريكي، ولد في 15 أغسطس 1836، وتوفي في 23 أكتوبر 1902. نشط حزبياً في الحزب الجمهوري. وقد انتخب عضو مجلس النواب الأمريكي ‏.